# Sông Hữu Trạch
Sông Hữu Trạch là phụ lưu hợp thành của sông Hương, chảy ở thành phố Huế., Việt Nam .
Sông có chiều dài khoảng 50 km, đi qua và làm ranh giới tự nhiên giữa huyện A Lưới và thị xã Hương Thủy.

## Dòng chảy
Sông bắt nguồn từ xã vùng núi A Roàng, huyện A Lưới. Từ đây sông chảy theo hướng đông đến địa phân tiếp giáp với thị xã Hương Thủy, đổi hướng sang hướng bắc chảy đến xã Bình Thành, thị xã Hương Trà đổi sang hướng đông và hợp lưu với sông Tả Phường Long Hồ thuộc quận Phú Xuân,thành phố Huế thành sông Hương .